# Tetraacetylethan
Tetraacetylethan je organická sloučenina se vzorcem [CH(C(O)CH3)2]2. Používá se na přípravu heterocyklických a komplexních sloučenin. Získává se oxidací acetylacetonátu sodného:
I2 + 2 NaCH(C(O)CH3)2 → [CH(C(O)CH3)2]2 + 2 NaI
Podobně jako acetylaceton se tetraacetylethan vyskytuje v enolové formě. Dva C3O2H kruhy jsou vzájemně pootočeny o úhel blízký 90°.
Je známa řada komplexů konjugované zásady tetraacetylethanu, například diruthenitý derivát [Ru(acac)2]2[C(C(O)CH3)2]2, podobný acetylacetonátu ruthenitému.